# 大坪林駅
大坪林駅（だいへいりんえき）は台湾新北市新店区にある台北捷運松山新店線と環状線の駅。駅番号は松山新店線がG04、環状線がY07。
本項では、廃止された台湾鉄路管理局新店線の同名駅についてもこの項目で記述する。

## 概要
駅は北新路と民権路口の地下にあり、緑線の駅は北新路の下、また計画中の黄線の駅は民権路の下に設置される予定である。住所は新北市新店区北新路3段190号。駅名は所在地の名称及び旧駅名である「大坪林」から命名されたものであるが、捷運建設当初の仮称は「江陵里駅」であった。

## 歴史

### 捷運
- 1999年11月11日 - 台北捷運新店線（後の松山新店線）古亭～新店間の正式開通により開業する[3](p328)。
- 2011年11月7日 - 環状線起工[4]
- 2016年11月24日 - 新店線ホームに可動式ホーム柵の供用を開始[5]。
- 2019年12月 - 環状線開業予定[6]。
- 2020年
  - 1月19日 - 時間帯限定で無料試乗開始[7]
  - 1月31日 - 開業（10時式典、14時運行開始、2月末までは無料）[8][9]。
- 2023年
  - 1月30日、台北捷運公司が請け負っていた環状線西環段の運営委託契約が満了し、資産は新北市側に移転（2期延伸時に改めて全区間の運営権がどちらかに一本化されるまでの暫定処置）したが[10]、本路線の移管には交通部の承認が必要なため、実際の移管完了にはさらに半年程度を要することとなった[11]。
  - 5月23日、環状線西環段の運営権について、台北捷運公司から新北捷運公司への移管作業が正式に完了し、交通部の承認も下った[12]。

### 台鉄大坪林駅（廃止）
- 1921年（大正10年）3月25日 - 台北鉄道新店線の公館～新店間の延伸に伴い、「大坪林乗降場」として開業する[13]。
- 戦後は台湾鉄路管理局が経営を引き継ぐ。
- 1965年3月25日 - 台鉄新店線の廃線により、廃駅となる[14]。

## 駅構造
新店線は地下2階にホーム、地下1階に改札がある。島式ホーム1面2線を有する地下駅で、ホーム上に可動式ホーム柵が設置されている。ホーム中央は吹き抜けとなっている。
環状線は地下4階に島式ホーム1面2線が設けられ、フルスクリーンタイプのホームドアが設置されている(p91-92)。ホーム以外に設定される駅空間のテーマカラーは「■城市活水・緑巷生活（淡黄、Pantone600U）」で(p91)、ホーム天井には付近を流れる瑠公圳をモチーフにしたパブリックアートが設置されている(p91-92)。

### 駅階層

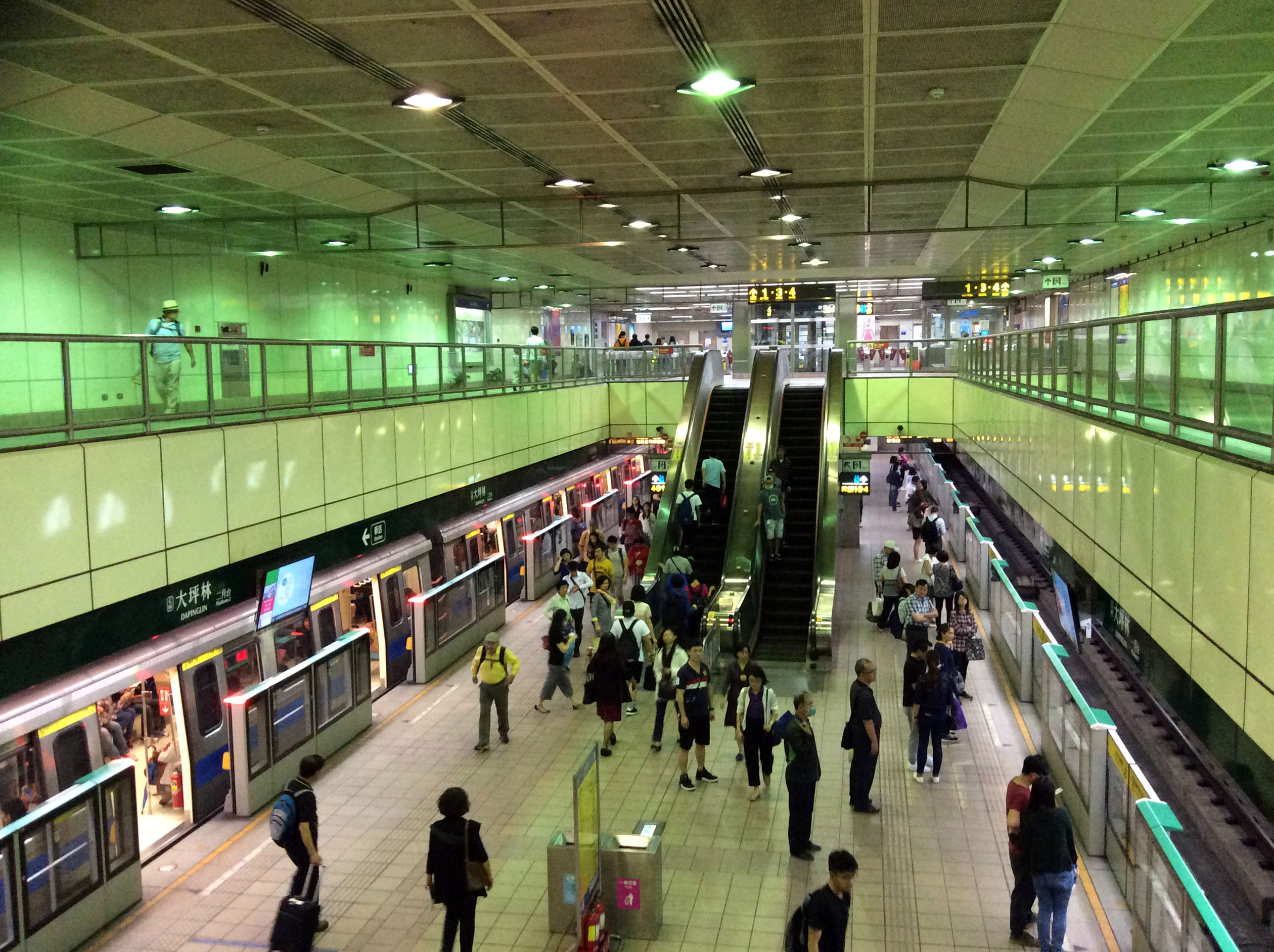
新店線（ホームドア設置後）
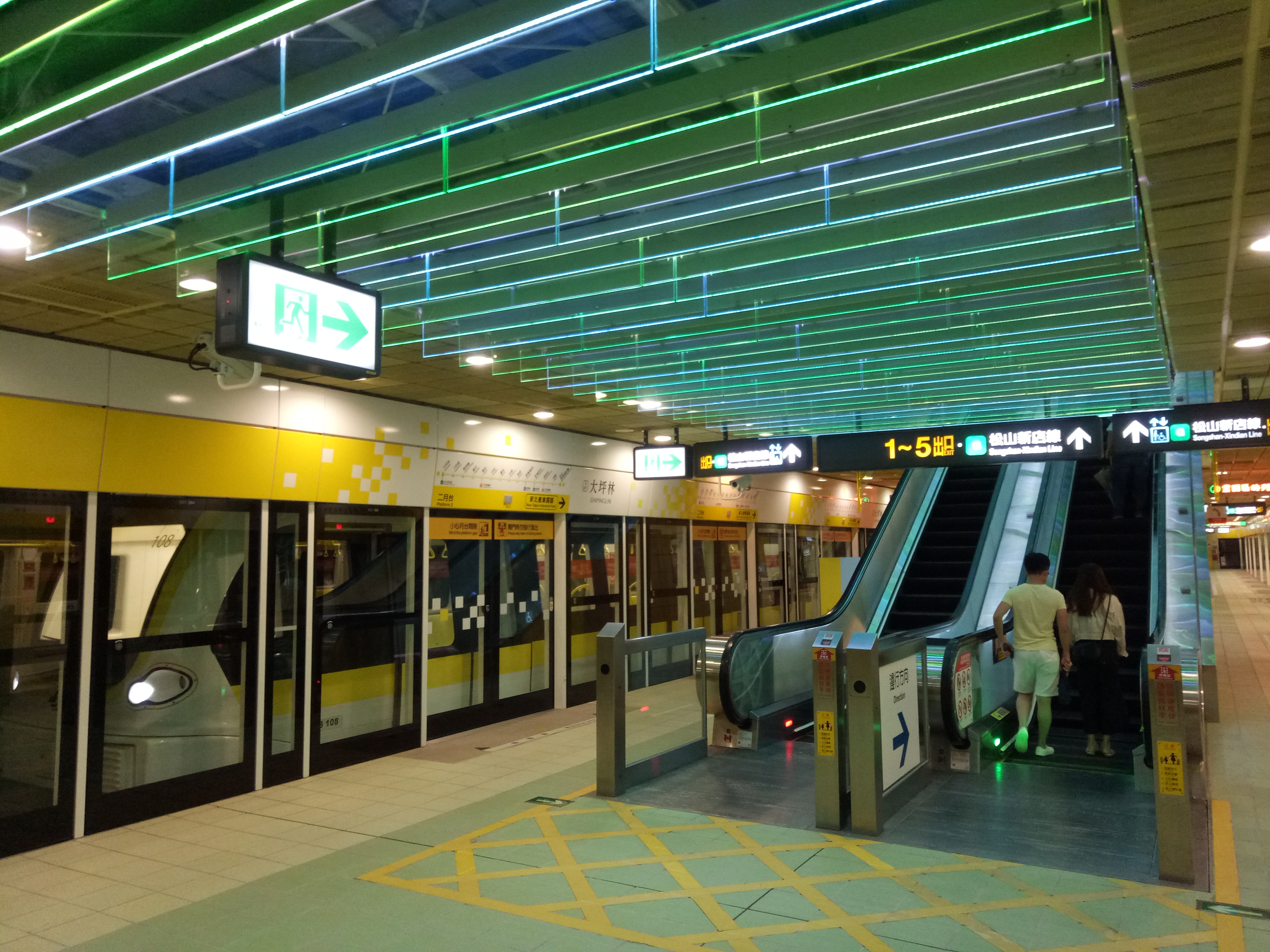
環状線ホーム
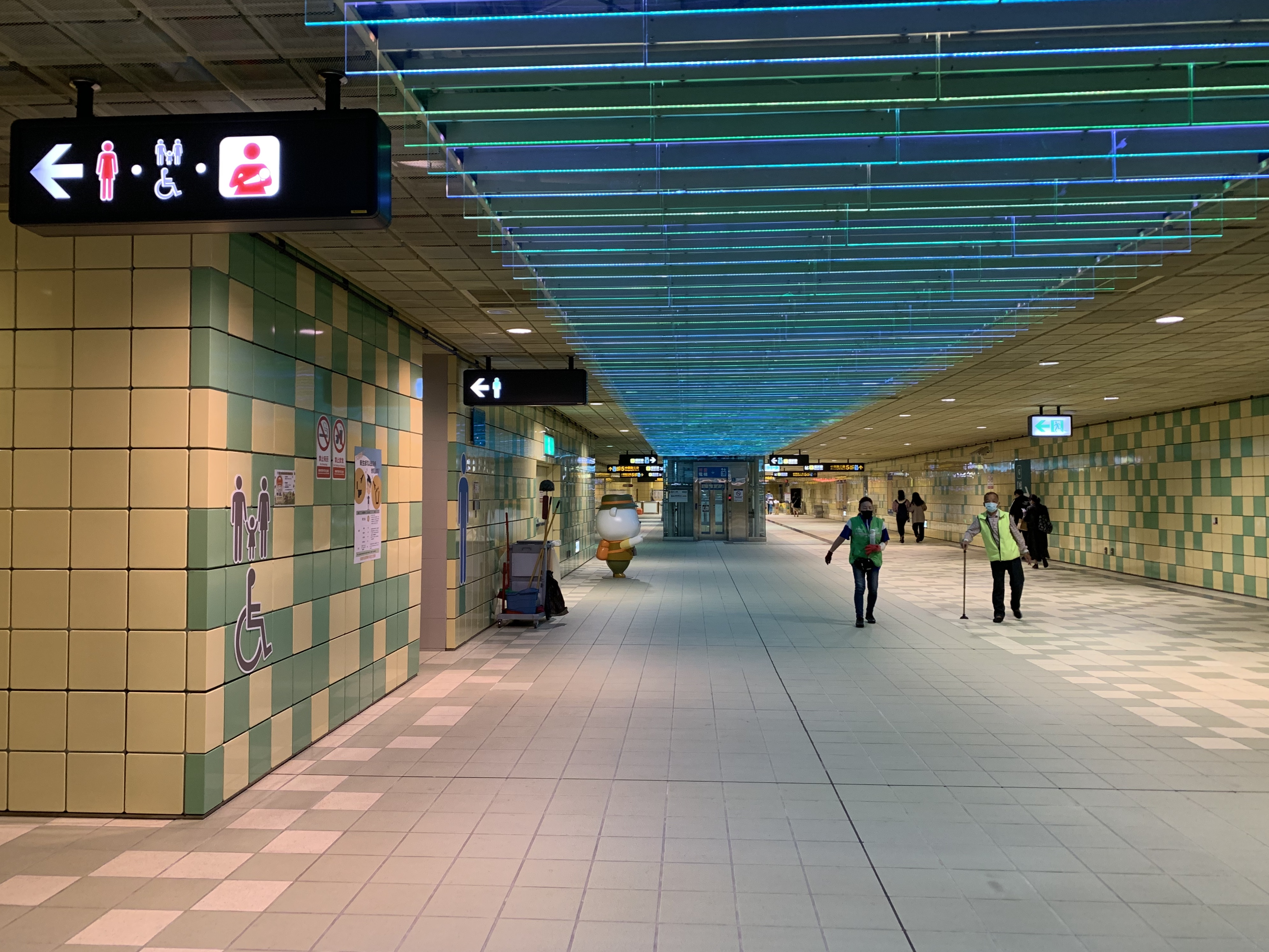
環状線コンコース

| 地上      | 出入口                      | 出入口                                      |
| 地下 一階 | コンコース層                | コンコース、窓口、自動券売機、改札口        |
| 地下 一階 | コンコース層                | 便所（改札外、出口3付近）                   |
| 地下 二階 | 1番線                       | ← 松山新店線松山方面（景美駅）              |
| 地下 二階 | 島式ホーム 左側のドアが開く |                                             |
| 地下 二階 | 2番線                       | 松山新店線新店方面（七張駅）→               |
| 地下 四階 | 1番線                       | ← 環状線 板橋・新北産業園区方面（十四張駅） |
| 地下 四階 | 島式ホーム 左右のドアが開く |                                             |
| 地下 四階 | 2番線                       | ← 環状線 板橋・新北産業園区方面（十四張駅） |

- 新店線（ホームドア設置後）
- 環状線ホーム
- 環状線コンコース

### 駅出口
出口1は駅の西側、出口2は駅の南端、出口3・4は駅の北端にある。障害者用エレベーターは出口3に設置。出口3・4と聯合開発ビルは直結している。
- 出口1：同仁医院（北新路西側、民権路口）
- 出口2：宝安街（北新路東側、宝安街横）
- 出口3：民権路（北新路東側、民権路口）
- 出口4：順安街（北新路東側、順安街口）
- 出口5：民権路（中興路三段南側）

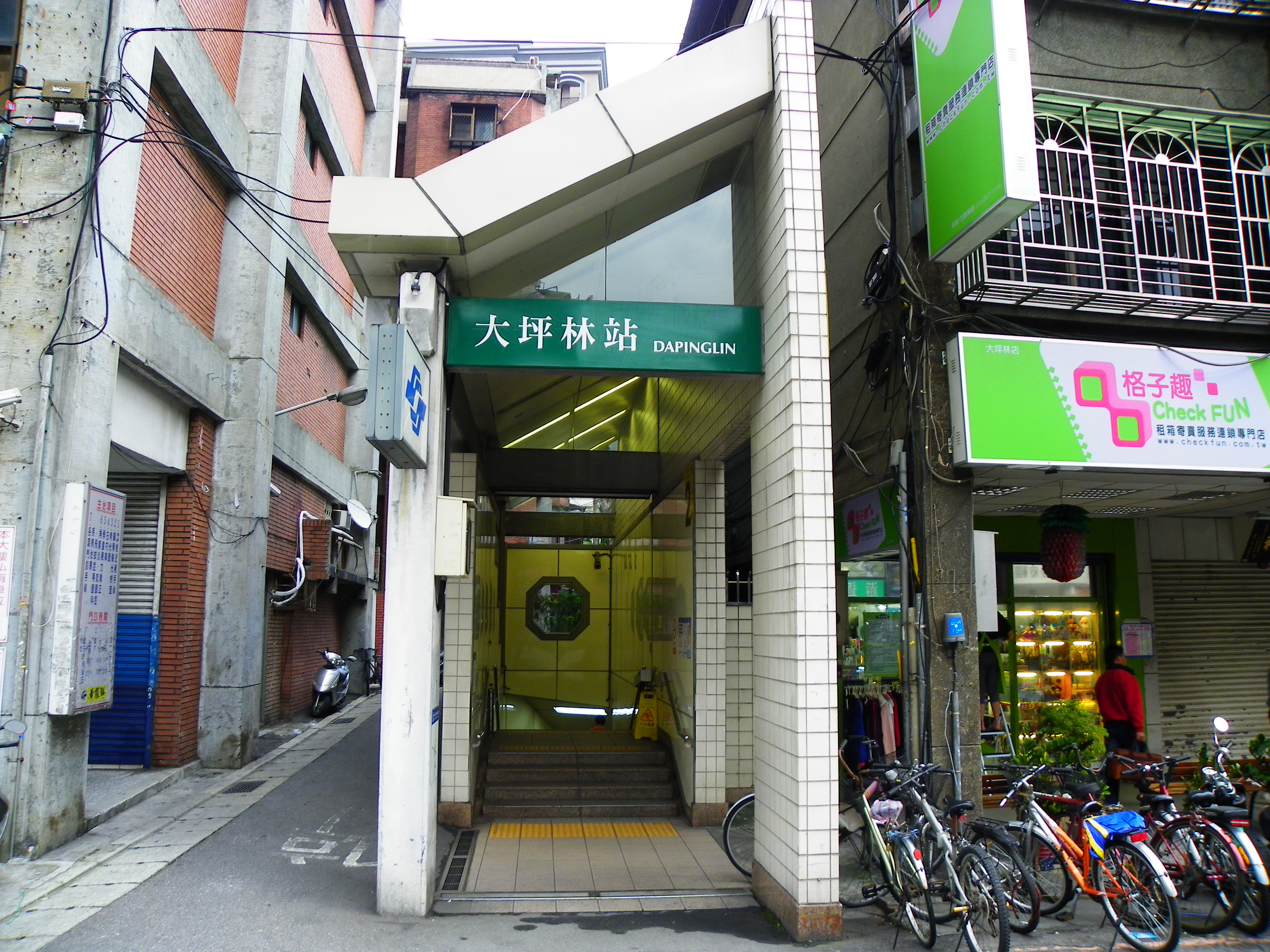
出口2
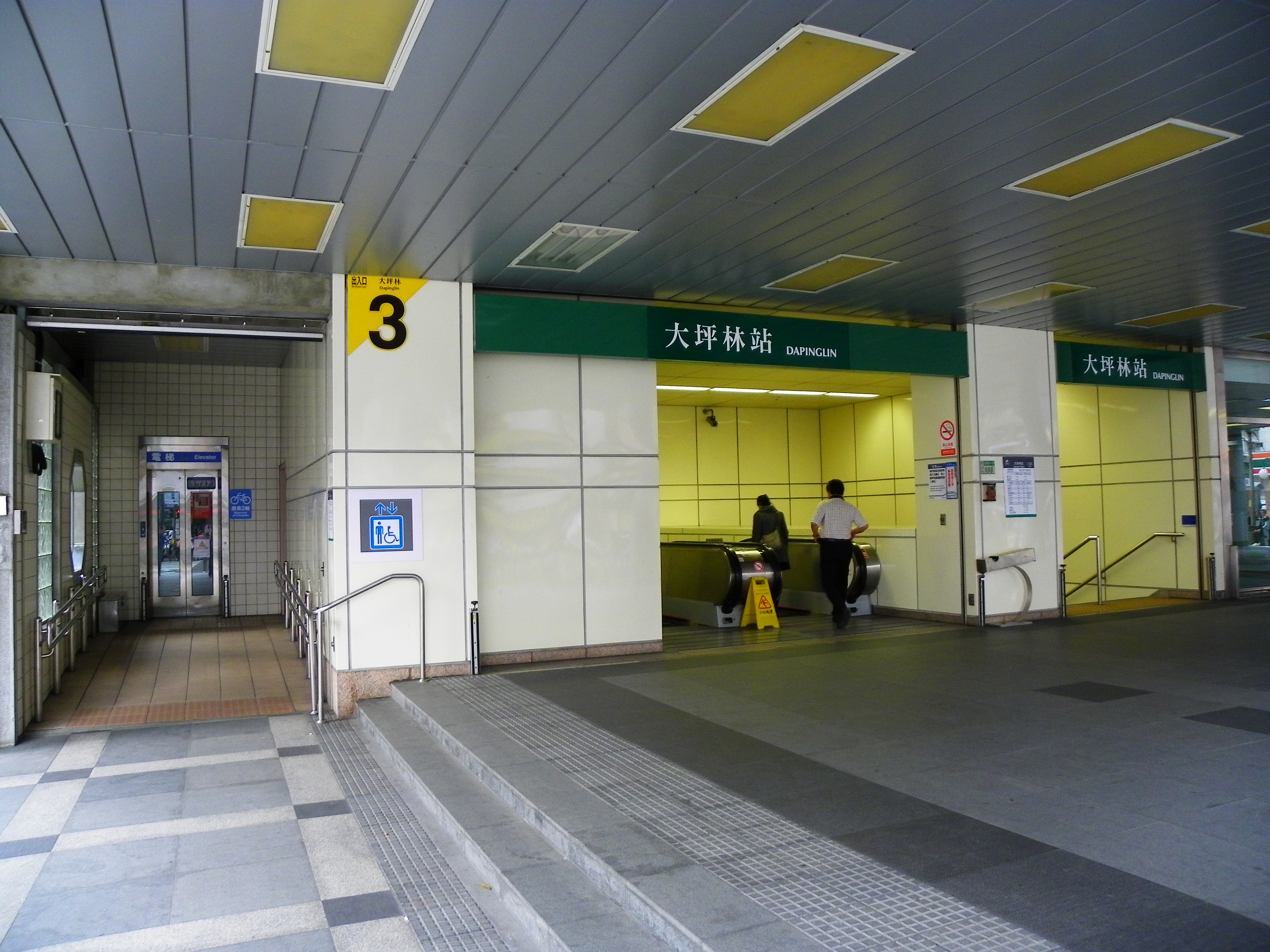
出口3
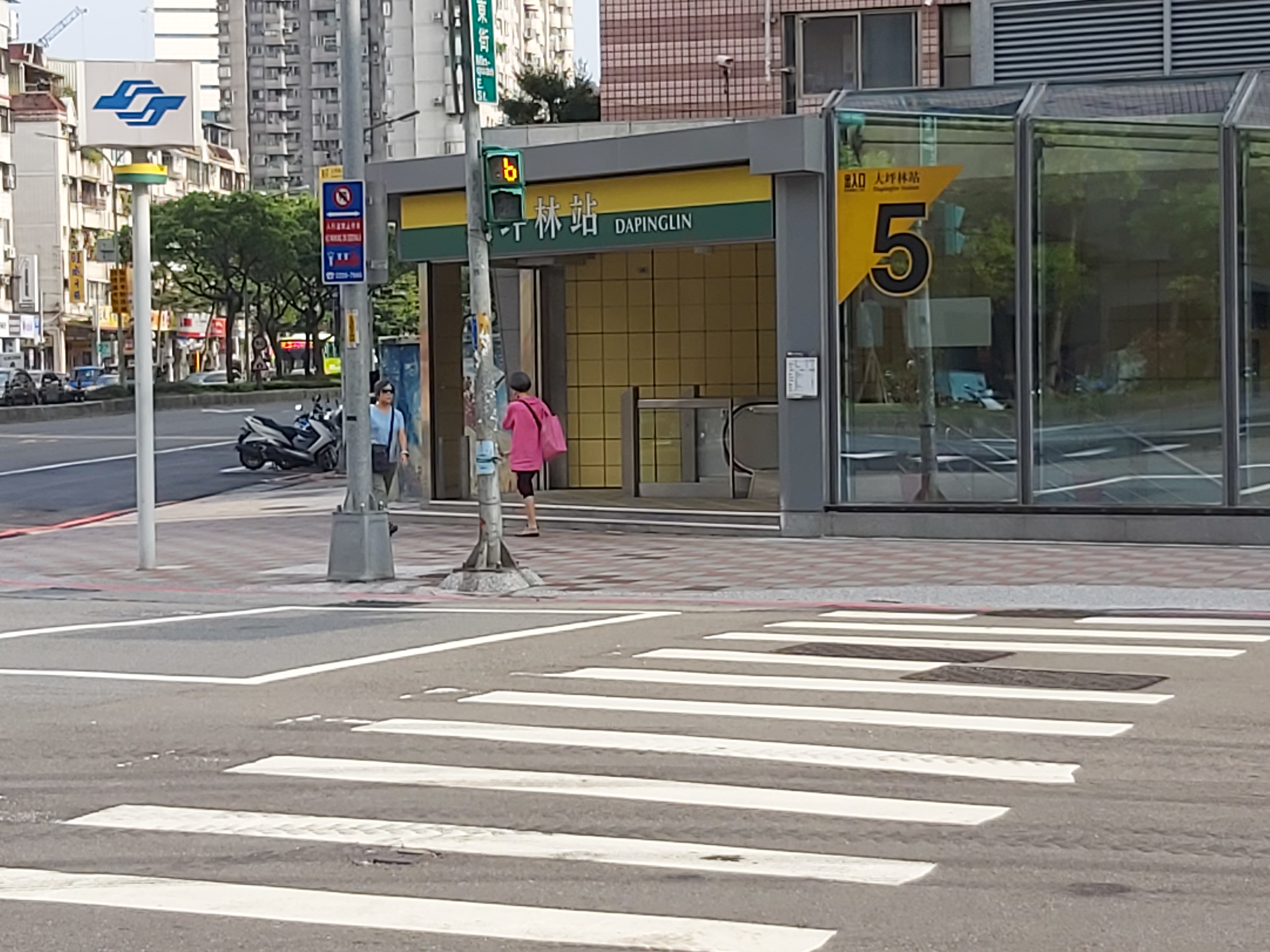
出口5

## 利用状況
| 年   | 年間      | 年間      | 年間       | 年間   | 1日平均  | 1日平均  |
| 年   | 乗車      | 下車      | 乗降計     | 出典   | 乗車     | 乗降     |
| ---- | --------- | --------- | ---------- | ------ | -------- | -------- |
| 1999 | 373,971   | 350,793   | 724,764    | [ 16 ] | 7,333    | 14,211   |
| 2000 | 3,507,051 | 3,234,609 | 6,741,660  | [ 16 ] | 9,608    | 18,470   |
| 2001 | 3,787,215 | 3,493,910 | 7,281,125  | [ 16 ] | 計上せず | 計上せず |
| 2002 | 4,151,637 | 3,852,110 | 8,003,747  | [ 16 ] | 11,374   | 21,928   |
| 2003 | 4,271,015 | 3,961,617 | 8,232,632  | [ 16 ] | 11,701   | 22,555   |
| 2004 | 4,728,765 | 4,469,787 | 9,198,552  | [ 16 ] | 12,920   | 25,133   |
| 2005 | 4,934,084 | 4,684,683 | 9,618,767  | [ 16 ] | 13,518   | 26,353   |
| 2006 | 5,316,594 | 5,068,010 | 10,384,604 | [ 16 ] | 14,566   | 28,451   |
| 2007 | 5,512,876 | 5,245,364 | 10,758,240 | [ 16 ] | 15,104   | 29,475   |
| 2008 | 5,750,367 | 5,520,295 | 11,270,662 | [ 16 ] | 15,711   | 30,794   |
| 2009 | 5,693,119 | 5,514,921 | 11,208,040 | [ 16 ] | 15,598   | 30,707   |
| 2010 | 5,917,790 | 5,753,882 | 11,671,672 | [ 16 ] | 16,213   | 31,977   |
| 2011 | 6,085,644 | 5,962,903 | 12,048,547 | [ 16 ] | 16,673   | 33,010   |
| 2012 | 6,194,136 | 6,115,819 | 12,309,955 | [ 16 ] | 16,924   | 33,634   |
| 2013 | 6,387,895 | 6,311,454 | 12,699,349 | [ 16 ] | 17,501   | 34,793   |
| 2014 | 6,735,483 | 6,584,057 | 13,319,540 | [ 16 ] | 18,453   | 36,492   |
| 2015 | 6,975,406 | 6,794,465 | 13,769,871 | [ 16 ] | 19,111   | 37,726   |
| 2016 | 7,140,332 | 6,941,559 | 14,081,891 | [ 16 ] | 19,509   | 38,475   |
| 2017 | 7,248,396 | 7,070,219 | 14,318,615 | [ 16 ] | 19,859   | 39,229   |
| 2018 | 7,461,658 | 7,257,003 | 14,718,661 | [ 16 ] | 20,443   | 40,325   |
| 2019 | 7,573,177 | 7,385,181 | 14,958,358 | [ 16 ] | 20,748   | 40,982   |
| 2020 | 7,778,055 | 7,550,841 | 15,328,896 | [ 16 ] | 21,252   | 41,882   |
| 2021 | 6,002,287 | 5,830,820 | 11,833,107 | [ 16 ] | 16,445   | 32,419   |
| 2022 | 6,641,271 | 6,449,319 | 13,090,590 | [ 16 ] | 18,195   | 35,865   |

## 駅周辺
- 景美渓（中国語版）
- 鳴遠橋
- 景美橋
- 国家運輸安全調査委員会
- 新北市立図書館（中国語版）新店分館
- 台北矽谷大樓
- 新店同仁医院
- YouBike（新北市公共自転車（中国語版））捷運大坪林駅(1号出口)
- 慈済医院台北院区
- 内政部消防署（中国語版）
- 私立荘敬高級工業家事職業学校（中国語版）
- 頤品飯店
- 中興公園
- 大都会客運站
- 耕華医院
- 耕華健康管理專科学校（中国語版）

## バス路線
駅付近には、北新路に「捷運大坪林駅」「大坪林」、および民権路に「民権路口」などのバス停があり、多くのバスが経由する。

### 市区公車
| 路線         | 運行事業者           | 区間                            | 備考                                                                            |
| ------------ | -------------------- | ------------------------------- | ------------------------------------------------------------------------------- |
| 252          | 欣欣客運             | 捷運木柵駅（石壁坑） - 台北車站 | 捷運大坪林站、大坪林バス停に停車。                                              |
| 290          | 欣欣客運             | 渓園路 - 栄総                   | 平日ラッシュ時のみ運行。 捷運大坪林站、民權路口バス停に停車。                   |
| 290副        | 欣欣客運             | 興隆站 - 中央新村               | 新北市バスに属する。 捷運大坪林站、民權路口バス停に停車。                       |
| 643          | 新店客運             | 錦繡 - 復興北村                 | 捷運中山国中駅、民生東路を経由して折り返す。 捷運大坪林站、大坪林バス停に停車。 |
| 644          | 新店客運             | 青潭 - 博愛路                   | 捷運大坪林站、大坪林バス停に停車。                                              |
| 647          | 新店客運             | 大崎脚（大崎腳） - 捷運市政府駅 | 捷運大坪林站、大坪林バス停に停車。                                              |
| 648          | 新店客運             | 錦繡 - 台北車站                 | 捷運大坪林站、大坪林バス停に停車。                                              |
| 650          | 新店客運             | 大崎脚 - 捷運市政府駅           | 捷運大坪林站、大坪林バス停に停車。                                              |
| 793          | 台北客運             | 樹林 - 動物園                   | 新北市公車所属。                                                                |
| 796          | 台北客運             | 板橋 - 木柵                     | 新北市公車所属。                                                                |
| 819          | 欣欣客運             | 深坑 - 捷運大坪林駅             | 新北市公車所属。 民權中興路口、大坪林バス停に停車。                             |
| 849          | 新店客運             | 烏来 - 台北車站                 | 三段徴収。 新北市公車所属。 捷運大坪林站、大坪林バス停に停車。                  |
| 918          | 指南客運、中興巴士   | 泰山 - 新店                     | 新北市公車所属。 大坪林、民權路口バス停に停車。                                 |
| 941          | 台北客運             | 三峽 - 新店                     | 新北市公車所属。 捷運大坪林站、大坪林バス停に停車。                             |
| 951          | 中興巴士、指南客運   | 汐止 - 新店                     | 新北市公車所属。 民權路口停に停車。                                             |
| 982          | 首都客運、大都会客運 | 新荘 - 新店                     | 新北市公車所属。 民權路口、 捷運大坪林站バス停に停車。                          |
| 982 直達     | 首都客運、大都会客運 | 新荘 - 新店                     | 新北市公車所属。 捷運大坪林站バス停に停車。                                     |
| 松江新生幹線 | 新店客運             | 青潭 - 復興北村                 | 民権東路を経由して折り返す。 捷運大坪林站、大坪林バス停に停車。                 |
| 棕2          | 欣欣客運             | 景美女中 - 萬芳社區             | 捷運大坪林站、大坪林バス停に停車。                                              |
| 綠3          | 新店客運             | 花園新城 - 中和                 | 新北市公車所属。 民權路口、大坪林バス停に停車。                                 |
| 綠7          | 新店客運             | 黎明清境 - 捷運大坪林駅         | 新北市公車所属。                                                                |
| 綠8          | 新店客運             | 台北小城 - 中和                 | 新北市公車所属。 民權路口、大坪林バス停に停車                                   |
| 綠9          | 大南汽車             | 大香山 - 慈済医院               | 新北市公車所属。                                                                |
| 綠10         | 新店客運             | 景文科技大学 - 捷運大坪林駅     | 新北市公車所属。                                                                |
| 綠13         | 新店客運             | 青潭 - 公館                     | 新北市公車所属。 捷運大坪林站、民權路口バス停に停車。                           |
| 綠15         | 新店客運             | 緑野香坡 - 捷運大坪林駅         | 新北市公車所属。                                                                |

### 国道客運
| 運行事業者                      | 路線 | 区間                                        | 備考                                     |
| ------------------------------- | ---- | ------------------------------------------- | ---------------------------------------- |
| 福和客運                        | 1551 | 基隆車站 - 捷運新店駅                       | 悠遊卡利用可能                           |
| 大有巴士                        | 1968 | 捷運新店駅 - 桃園国際空港（T1 & T2）        | 三峽経由                                 |
| 大有巴士                        | 1968 | 捷運新店駅 - 桃園国際空港（T1 & T2）        | 桃園国際空港直通                         |
| 指南客運、 中壢客運             | 9009 | 桃客桃園站（桃園車站） - 市府転運站         | 悠遊卡利用可能                           |
| 大有巴士 台中客運               | 9012 | 松山車站（松山） - 台中車站                 | 新店、北二高、龍潭経由。悠遊卡利用可能。 |
| 大都会客運 台北客運（都会之星） | 9028 | 新店（捷運大坪林駅） - 坪林 - 蘇澳車站      | 坪林、羅東、冬山経由。悠遊卡利用可能。   |
| 大都会客運 台北客運（都会之星） | 9028 | 新店（捷運大坪林駅） - 蘇澳車站             | 羅東、冬山経由，悠遊卡利用可能。         |
| 大都会客運 台北客運（都会之星） | 9028 | 新店（捷運大坪林駅） - 羅東転運站（羅東駅） | 直達羅東区間車，悠遊卡使用可能。         |

## 隣の駅
台北捷運
 松山新店線
景美駅 (G05) - 大坪林駅 (G04) - 七張駅 (G03)
新北捷運
 環状線西環段
大坪林駅 (Y07) - 十四張駅 (Y08)
台北鉄道、台湾鉄路管理局（廃止）
新店線
大坪公学校前駅 - 大坪林駅 - 七張駅

### 註釈
1. ↑  台風ナーリーの影響で9/17-運休、9/19新店線内で運行再開[3](p122-124、129-130)。
2. ↑  6,805,055+Y環状線973,000
3. ↑  6,436,941+Y環状線1,113,900
4. ↑  5,119,760+Y環状線 882,527
5. ↑  4,841,564+Y環状線 989,256
6. ↑  新店線+Y環状線
7. ↑  新店線+Y環状線